# ساتورو اویاما
ساتورو اویاما (انگلیسی: Satoru Uyama؛ زادهٔ ۱۰ دسامبر ۱۹۹۱) شمشیرباز اهل ژاپن است.